# Katastralgemeinde St. Filippen
Die Katastralgemeinde St. Filippen, früher auch St. Philippen, ist eine von fünf Katastralgemeinden der Gemeinde Brückl im Bezirk Sankt Veit an der Glan in Kärnten. Sie hat eine Fläche von 1.891,51 ha.
Die Katastralgemeinde gehört zum Sprengel des Vermessungsamtes Klagenfurt.

## Lage
Die Katastralgemeinde liegt im Südwesten der Gemeinde Brückl, im Südosten des Bezirks Sankt Veit an der Glan. Landschaftlich umfasst sie den östlichen Teil des Magdalensbergs sowie den nordöstlichsten Teil des Klagenfurter Felds. Die Katastralgemeinde erstreckt sich über eine Höhenlage von 457 m ü. A. an der Gurk am Südrand der Katastralgemeinde bis zu 1079 m ü. A. am Lippekogel im Norden.

## Ortschaften
Auf dem Gebiet der Katastralgemeinde St. Filippen liegen die Ortschaften Christofberg (einschließlich der ehemaligen Ortschaft Unterkrähwald), Eppersdorf, Hausdorf, Krobathen, Oberkrähwald, Ochsendorf, Salchendorf und St. Filippen sowie Teile der Ortschaften St. Gregorn und Tschutta.

## Vermessungsamt-Sprengel
Die Katastralgemeinde gehört seit 1. Jänner 1998 zum Sprengel des Vermessungsamtes Klagenfurt. Davor war sie Teil des Sprengels des Vermessungsamtes St. Veit an der Glan.

## Geschichte
Ende des 18. Jahrhunderts wurden die Kärntner Steuergemeinden (später: Katastralgemeinden) gebildet und Steuerbezirken zugeordnet. Die Steuergemeinde St. Filippen wurde Teil des Steuerbezirks Osterwitz.
Im Zuge der Reformen nach der Revolution 1848/49 wurden in Kärnten die Steuerbezirke aufgelöst und Ortsgemeinden gebildet, die jeweils das Gebiet einer oder mehrerer Steuergemeinden umfassten. Die Steuer- bzw. Katastralgemeinde St. Filippen wurde Teil der Gemeinde St. Filippen. 1865 wurde die Gemeinde Sankt Filippen aufgelöst; die Katastralgemeinde St. Filippen kam an die Gemeinde St. Johann am Brückl, die 1915 in Brückl umbenannt wurde. Die Größe der Katastralgemeinde wurde 1854 mit 3.294 Österreichischen Joch und 478 Klaftern (ca. 1.896 ha, entspricht also etwa der heutigen Fläche) angegeben; damals lebten 657 Personen auf dem Gebiet der Katastralgemeinde.
Die Katastralgemeinde St. Filippen gehörte ab 1850 zum politischen Bezirk Sankt Veit an der Glan und zum Gerichtsbezirk Eberstein. Von 1854 bis 1868 gehörte sie zum Gemischten Bezirk Eberstein. Seit der Reform 1868 ist sie wieder Teil des politischen Bezirks Sankt Veit an der Glan, zunächst als Teil des Gerichtsbezirks Eberstein, seit dessen Auflösung 1978 als Teil des Gerichtsbezirks St. Veit an der Glan.